# Badr–A
Badr–A (urdu:بدر-۱, New Moon-1) („újhold”) az első pakisztáni teszt űrobjektum, a rádióamatőrök kapcsolatát segítő műhold.

## Küldetés
India után Pakisztán lett az első muzulmán ország, és a második dél-ázsiai ország, aki műholdat üzemeltethetett.
A program céljai 
1. a know-how megszerzése a hazai fejlesztéshez,
2. létrehozni a szükséges belföldi infrastruktúrát,
3. földi állomások közötti adatforgalom zavartalanságának biztosítása,
4. adás-vételek lehetőségének elősegítése,

## Jellemzői
Tervezte a Satellite Control Center at Lahore. Gyártotta az Instrumentation Laboratories Amateur Radio Society. Üzemeltette a Space and Upper Atmosphere Research Commission (SUPARCO). Az első hazai fejlesztésű és gyártású digitális kommunikációs műhold.
Megnevezései: Badar 1; Badr A; COSPAR: 1990-059A; SATCAT kódja: 20685.
1990. július 16-án a Csiucsüan Űrközpontból, az LM–2E (LC–Launch Complex) jelű indítóállványról egy CZ–2E (Hosszú Menetelés)hordozórakétával állították alacsony Föld körüli pályára (LEO = Low-Earth Orbit). Az orbitális pályája 96,43 perces, 28,49 fokos hajlásszögű, elliptikus pálya perigeuma 204 kilométer, az apogeuma 989 kilométer volt.
Az Indiai Űrkutatási Szervezet (ISRO) megteremtette a Rohini–1 teszt műhold pályára állításának feltételeit. 1979. december 13-án a pakisztáni kabinet határozata alapján egy Föld körül keringő mesterséges hold előállítására szólította fel a mérnököket. Az University of Surrey keretében több száz mérnököt készítettek fel a program végrehajtására. 1986-ban Dr. Salim Mehmud lett a program igazgatója, támogatva a pakisztáni Amateur Radio Society igényét. A programot anyagilag támogatta a Távközlési Minisztérium.
Az 1986-os Challenger-katasztrófa bizonytalanná tette az amerikai segítségű pályára állítást. Kína felajánlotta, hogy segítséget ad a műhold pályára állítására. A műhold 96 perc alatt kerülte meg a Földet, naponta 3-4 alkalommal 15 perc időtartamban volt elérhető.
Alakja egy 26 oldalú poliéder, átmérője 483 milliméter, tömege 52 kilogramm. Hővédelmét alumínium – magnézium – titán ötvözet segítette. A telemetriátkét antenna segítette. 32 telemetria csatornából 9 hőmérséklet érzékelő, 16 áramérzékelő, 5 feszültség érzékelő volt, 2 segítette az adás-vételt. Az űreszköz felületét napelemek borították (12,5 W), éjszakai (földárnyék) energia ellátását újratölthető nikkel-kadmium akkumulátorok biztosították. Augusztus 20-ig, 5 héten keresztül eredményesen végezte teszt szolgálatát.
1990. augusztus 8-án 145 nap (0,4 év) után belépett a légkörbe és megsemmisült.